# Peter Vogelsanger
Peter Vogelsanger (* 28. Februar 1912 in Luzern; † 2. Juli 1995 in Zürich) war ein reformierter Schweizer Theologe, Historiker und Pfarrer.

## Leben und Wirken
Peter Vogelsanger war der Sohn des Gold- und Silberschmiedes Friedrich Vogelsanger und der Rosina, geb. Moser. Er studierte 1932–1936 evangelische Theologie und Geschichte, in Zürich bei Emil Brunner, in Bonn bei Karl Barth und in  Basel. 1954 Promotion in Zürich zum Dr. theol. Er war ab 1936 Pfarrer in Wollerau, ab 1941 in Schaffhausen (Steigkirche) und von 1956 bis 1978 am Fraumünster in Zürich. Von 1940 bis 1972 war er Feldprediger-Hauptmann in der Schweizer Armee.
Er gründete die politisch-kulturelle Zeitschrift Reformatio und war von 1952 bis 1963 deren Chefredaktor im Nebenamt. Von 1968 bis 1978 war er Mitglied der Synode der Evangelisch-reformierten Landeskirche des Kantons Zürich, von 1974 bis 1976 Präsident der Abgeordnetenversammlung des Schweizerischen Evangelischen Kirchenbunds. Vogelsanger war ein Pionier der Verständigung zwischen der reformierten und der römisch-katholischen Kirche in der Schweiz.
Sein Hauptwerk als Historiker ist die Monographie Zürich und sein Fraumünster. Zusammen mit seiner Frau Irmgard Vogelsanger-de Roche, mit welcher er seit 1939 verheiratet war, und Kirchenpflegepräsident Hans Künzi initiierte er die Chagall-Fenster im Fraumünster. Im Ruhestand lebte er in Kappel am Albis bei Zürich. Sein Sohn ist David Vogelsanger, ehemaliger Schweizer Botschafter, Historiker und SVP-Politiker.

## Schriften
- Weg nach Rom. 1954.
- Max Huber. 1967.
- Kirche in der Innenstadt. 1973.
- Mit Leib und Seele. 1977.
- Otto Karrer – Person und Wirkung. 1978.
- Rede, und schweige nicht! 1990.
- Zürich und sein Fraumünster. 1994.